# الملكة سيونديوك (مسلسل)
الملكة سيونديوك (بالكورية: 선덕여왕)؛ هو مسلسل تلفزيوني تاريخي كوري جنوبي من بطولة إي يو وون، غو هيون جونغ، أوم تاي وونغ، كيم نام-جيل وبارك يي-جين. يتكون المسلسل من 62 حلقة وتم عرضه على إم بي سي تي في في الفترة من 25 مايو إلى 22 ديسمبر 2009.

## القصة
تبدأ القصة في نهاية عهد الملك جينهيونغ وتستمر حتى نهاية عهد الملكة سيوندوك. وُلدت ديوكمان كواحدة من بنات توأم الملك جينبيونغ والملكة مايا ، ولكن بسبب نبوءة ، اضطر الملك جينبيونغ إلى إرسال ابنته بعيدًا عن القصر بمساعدة خادمته، لكنها من أجل إنقاذ الملكة مايا من الإطاحة بها من قبل ميشيل، التي كان تطمح إلى أن تصبح ملكة. تقوم سيوهوا بتربية ديوك-مان كما لو كانت ابنتها، لكن تحول الأحداث أدى في النهاية إلى اكتشاف هويتها الحقيقية - فقط لتتخلى عنها عائلتها مرة أخرى من أجل إنقاذ العرش من يد ميشيل، باستثناء توأمها الأخت تشيونميون ، سول هوا ينتهي انتهى بها الأمر بفقدان حياتها أثناء محاولتها مساعدة ديوكمان على الهروب. بدافع الكراهية، تخطط ديوكمان في استعادة ما سلب منها والانتقام من أختها بإسقاط ميشيل وتصبح أول ملكة على سيلا بمساعدة صديقتها الموثوقة، يوشين ، والمارق المضطرب بيدام الذي أحبته ، و قادت في النهاية تمردًا قرب نهاية حكمها بسبب سوء فهم.

## الاستقبال
حقق المسلسل نجاحاً كبيراً عالمياً ومحليا في كوريا الجنوبية بمتوسط تقييم 43.6% ، وتلقى العديد من الجوائز منها الجائز الكبرى لافضل مسلسل.

## روابط خارجية
- الملكة سيونديوك على موقع IMDb (الإنجليزية)
- الملكة سيونديوك على موقع كينوبويسك (الروسية)
- الملكة سيونديوك على موقع قاعدة بيانات الفيلم (الإنجليزية)